# Bodo Manstein (Mediziner)
Bodo Manstein (* 4. Januar 1911 in Berlin; † 18. Oktober 1977 in Konstanz (einzelne Quellen geben als Sterbetag den 8. Oktober 1977, als Sterbeort Detmold an)) war ein deutscher Arzt, Sachbuchautor sowie Mitbegründer und erster Vorsitzender des BUND. 

## Leben
Zum 1. Juli 1930 trat Bodo Manstein in die NSDAP ein (Mitgliedsnummer 270.395). Während seiner Tätigkeit als Assistenzarzt der Luftwaffe von 1935 bis 1937 promovierte er 1936 an der Universität München zum Doktor der Medizin.
Im Jahr 1938 wurde er Mitglied im Nationalsozialistischen Deutschen Ärztebund und begann die Facharztausbildung in der Universitäts-Frauenklinik der Charité in Berlin. Er habilitierte 1943 und lehrte als Dozent an einer Berliner Universität. Er geriet in englische Kriegsgefangenschaft und wurde nach seiner Entlassung 1946 Leiter des biologisch-meteorologischen Instituts in Detmold. 1952 veröffentlichte er den Ratgeber Tagebuch einer Frau, das erste Standardwerk seiner Art, das nicht nur über die biologischen Vorgänge des weiblichen Zyklus aufklärte, sondern es den Leserinnen durch Tabellen und ausfüllbare Kurvenblätter ermöglichte, fruchtbare und unfruchtbare Tage zu ermitteln. In der Zeit vor der Markteinführung der Anti-Baby-Pille, die die sexuelle Revolution im Zug der 1968er Bewegung begünstigte, hatte das Buch so großen Erfolg, dass es während mehr als eines Jahrzehnts mehrfach aufgelegt wurde. Von 1956 bis 1963 lehrte Bodo Manstein an der Westfälischen Wilhelms-Universität in Münster. Er war Chefarzt für Geburtshilfe in der gynäkologischen Abteilung des Landeskrankenhauses Detmold und Direktor des Kreiskrankenhauses in Detmold.
In seinen späteren Sachbüchern warnte Manstein bereits in den 1950er und 1960er Jahren vor Luftverschmutzung, den Gefahren der atomaren Bedrohung und ähnlichen Themen, die erst durch die beginnende grüne und die Friedensbewegung der späten 1970er und frühen 1980er Jahre auch ins öffentliche Bewusstsein drangen.  Hinsichtlich einer von ihm als Gefahr gesehenen Überbevölkerung der Erde vertrat er die Ansicht, angesichts einer „entfesselten Technik“ seien die Maßstäbe verloren gegangen, worauf die verschiedenen „Menschenrassen“ unterschiedlich reagierten. Im Jahr 2000 würden in Europa einschließlich der Sowjetunion laut seiner Prognose nur noch 15 Prozent der Weltbevölkerung leben, wohingegen Moslems in Indien und Jugoslawien nach seinen Worten „bewusst“ ihre Vermehrung betrieben.
Von 1957 arbeitete Bodo Manstein mit Nikolaus Koch zusammen. Ähnlich wie der Wiener Kulturkritiker, Schriftsteller und Philosoph Günther Anders, der eine „Aktion Arche“ plante, riefen 1957 Nikolaus Koch und Bodo Manstein zu einer Freiwilligen-Aktion gegen die US-Atomversuche im Pazifik auf (noch bevor gewaltfreie Gruppen aus den USA ihre Vorbild gewordenen Protestaktionen mit Segelbooten starteten). Das Vorhaben wurde aufgrund intensiven Nachdenkens nicht durchgeführt und mündete in ein auf die deutsche Situation bezogenes Training für „zivile Einsätze“. Die Ergebnisse dieses Kurses fanden ihren Niederschlag in der gemeinsamen Schrift von Manstein und Koch „Die Freiwilligen / Ausbildung zur gewaltlosen Selbsthilfe und unmilitärischen Verteidigung“ (1959). Neben der Überwindung des Militärischen ging es darin u. a. um die atomare Bewaffnung der Bundeswehr, den Luftschutz und die Wiedervereinigung Deutschlands. Kernpunkte waren eine neue Wehrhaftigkeit und Strategien für eine gewaltfreie politische Praxis von unten.
Bei dem zweitägigen Hearing Risiken der Kernenergie, das der Innenausschuss des Deutschen Bundestages 1974 in Bonn veranstaltete, vertrat Manstein hinsichtlich der Frage, ob verglichen mit der natürlichen Strahlung das, was durch die Nutzung der Kernenergie hinzukäme, unerheblich, weil geradezu lächerlich gering sei, die Position, man verfüge nicht über Vergleichsdaten und sei deshalb außerstande, die Auswirkungen einer über dem statistisch berechneten Durchschnitt der natürlichen Radioaktivität liegenden Strahlenbelastung des Menschen abzuschätzen. Als Wissenschaftler und aufgrund eigener Eindrücke aus dem Zweiten Weltkrieg war er sich der politischen Verantwortung der Wissenschaft bewusst. Er beteiligte sich deshalb 1975 an der Gründung des BUND und wurde dessen erster Vorsitzender.

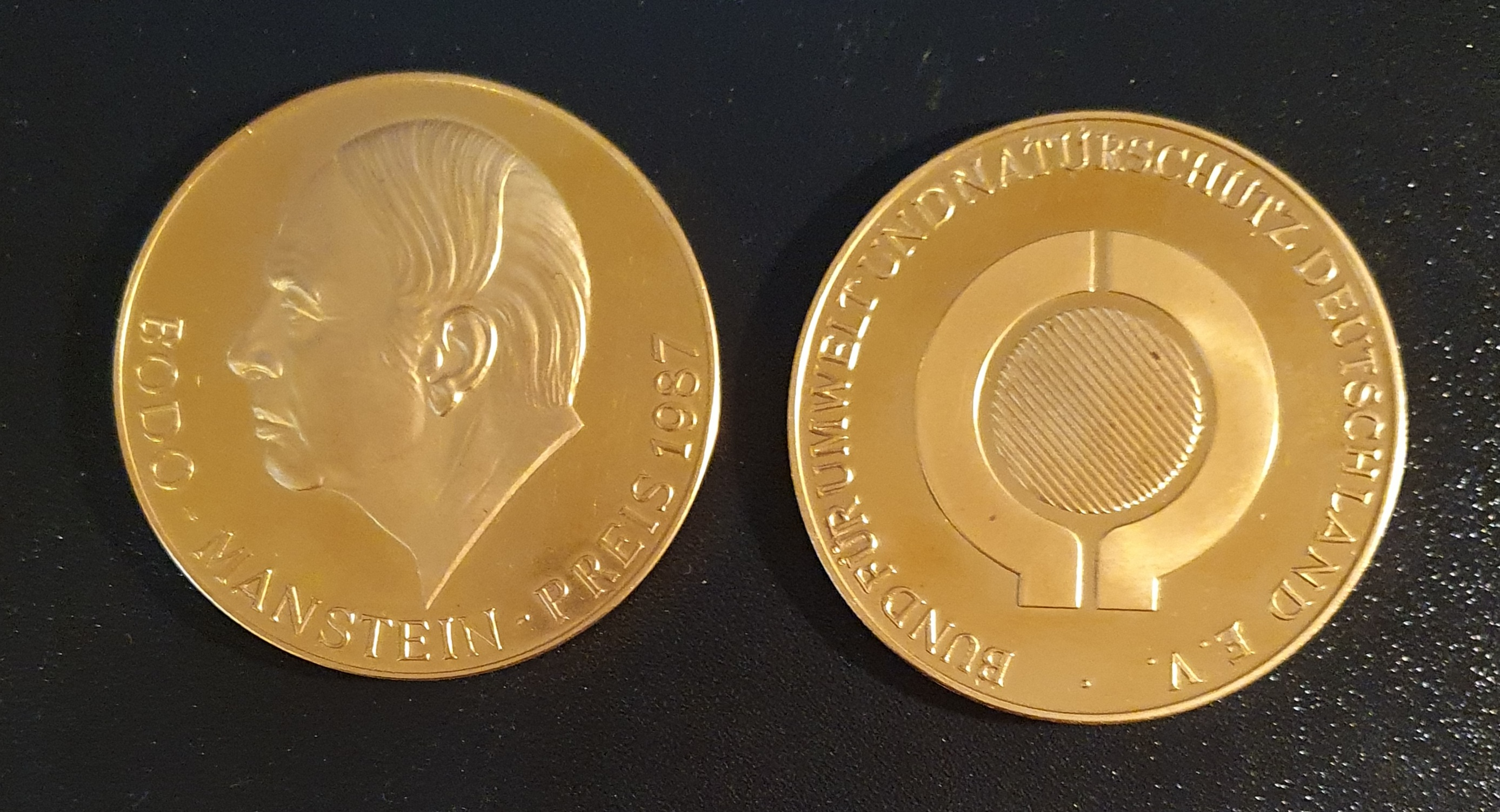
Bodo-Manstein-Medaille des BUND

Nach ihm wurde die Bodo-Manstein-Medaille benannt, eine vom BUND verliehene, undotierte Auszeichnung.

## Veröffentlichungen (Auswahl)
- Tagebuch der Frau. Verlag Banzhaf & Berthoud, Gütersloh 1952 (Mindestens 24 Auflagen bis 1964).
- Bodo Manstein und Nikolaus Koch: Die Freiwilligen – Ausbildung zur gewaltfreien Selbsthilfe und unmilitärischen Verteidigung. Verlag Wissen und Verantwortung, Gütersloh 1959.
- Im Würgegriff des Fortschritts. Europäische Verlagsanstalt, Frankfurt am Main 1961 (lt. Deutsche Bibliografie, Die Zeit Nr. 27/1962; mit 62 graphischen Darstellungen von Wolfgang Dohmen; 600 Seiten).
- Liebe und Hunger. Die Urtriebe im Licht der Zukunft; Modelle für eine neue Welt. Kurt Desch, München 1967 (lt. Deutsche Bibliografie, Die Zeit Nr. 38/1967; 250 Seiten).
- Dein Krankenhaus – Dein Schicksal. Ein Chefarzt zieht Bilanz. Kurt Desch, München/Wien/Basel 1967 (lt. Deutsche Bibliografie, Die Zeit Nr. 15/1972; 264 Seiten).
- Strahlen. Medizin und Wissenschaft im Umbruch. Ein kritisches Handbuch. S. Fischer, Frankfurt am Main 1977.
- Atomares Dilemma. (herausgegeben von Bodo Manstein). Fischer-Taschenbuch-Verlag, Frankfurt am Main 1977.